# Mina Hondol
Mina Hondol se află în Hondol, comuna Certeju de Sus, Hunedoara, Munții Metaliferi, bazinul Mureșului, Valea Geoagiului.